# Bishopiella
Bishopiella, rod glavočika, dio tribusa Eupatorieae.

## Opis
Rod Bishopiella uključuje jednu vrstu koja je porijeklom iz Bahije u Brazilu. Odlikuje se svojim habitusom i poznata je iz samo jedne zbirke iz regije Pico das Almas..

## Vrste
1. Bejaranoa balansae (Hieron.) R.M.King & H.Rob.
2. Bejaranoa semistriata (Baker) R.M.King & H.Rob.